# Sven Björkman (militär)
Sven Krister Björkman, född 23 augusti 1898 i Helsingfors, död där 18 september 1981, var en finländsk officer.
Björkman genomgick Krigshögskolan 1927–1929 och studerade pansarvapnets taktik och användning i Tyskland. Han var 1931–1939 adjutant hos fältmarskalk Gustaf Mannerheim och chef för Pansardivisionens pansarbrigad under fortsättningskriget. Han uppnådde överstes grad 1943.